# Dzong Daga
El dzong Daga (anteriormente llamado Daga Trashiyangtse Dzong, en dzongkha དར་དཀར་བཀྲིས་གཡང་རྩེ་རྫོང) es un dzong ubicado en la ciudad de Dagana, capital del distrito homónimo al sur de Bután. Es la sede del distrito y alberga el Cuerpo Monástico de la región.

## Historia
El Shabdrung Ngawang Namgyal sustituyó a Dronyer' Druk Namgyel en 1648 en el sur de Bután para la unificación del país bajo el gobierno Drukpa. Druk Namgyel construyó el dzong que domina el valle alrededor de 1649 y se completó después de dos años, en 1651. Más tarde, el dzong alojó a los ministros del gabinete bajo el sistema dual de gobierno introducido por el Shabdrung. Tenpa Thinlely fue elegido como primer penlop de Daga.
En 2012, Dagana Dzong se incluyó en la lista provisional de Bután para su inscripción en la Lista del Patrimonio Mundial de la UNESCO.

## Denominación
Su nombre se deriva de dos posibles fuentes: Darkarla, que es una deidad provincial, y Darkanang, que significa Reino de la Bandera Blanca de Oración.